# 康斯坦丁尼夫卡 (梅利托波爾區)

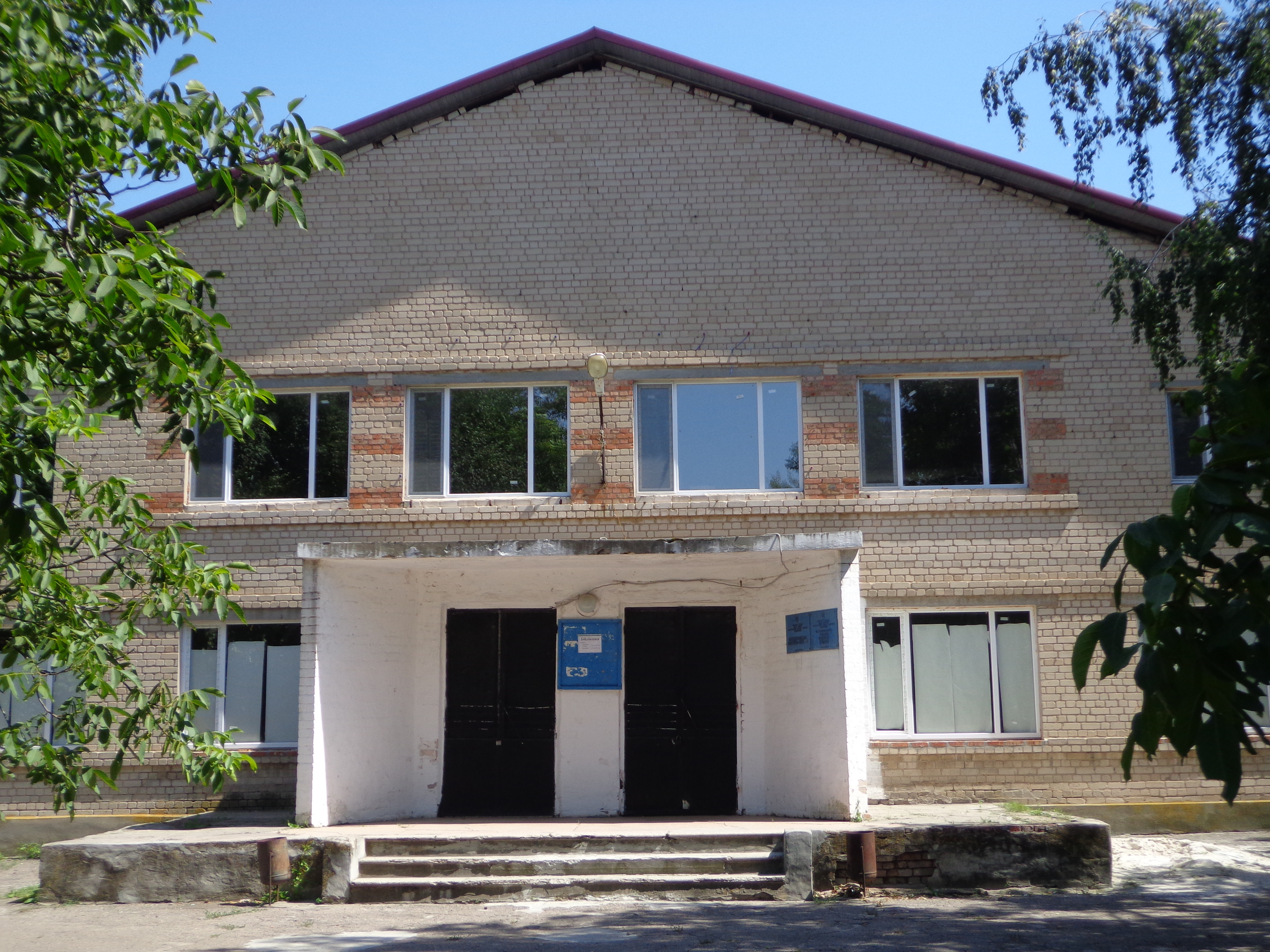

46°48′58″N 35°24′57″E / 46.81611°N 35.41583°E
康斯坦丁尼夫卡（烏克蘭語：Костянтинівка）是位於烏克蘭東南部的村莊，由扎波羅熱州梅利托波爾區的康斯坦丁尼夫卡市鎮負責管轄。該村處於莫洛奇納河畔，分別距離沃茲涅先卡0.5公里和莫爾德維尼夫卡3.5公里，始建於1861年，面積11.63平方公里，海拔高度7米，2001年人口5,123。